# Neocoenyra duplex
Neocoenyra duplex är en fjärilsart som beskrevs av Butler 1885. Neocoenyra duplex ingår i släktet Neocoenyra och familjen praktfjärilar. Inga underarter finns listade i Catalogue of Life.